# Futbol'nyj Klub Spartak Tbilisi
Il Futbol'nyj Klub Spartak Tbilisi, meglio nota come Spartak Tbilisi è stata una società calcistica sovietica georgiana con sede nella città di Tbilisi. Nella sua storia ha partecipato negli anni cinquanta a due edizioni della Klass A, massima serie del campionato sovietico di calcio.

## Storia
Il club venne fondato nel 1946 come Krylya Sovetov Tbilisi e nel 1947 partecipò alla seconda serie del campionato sovietico di calcio nel girone Transcaucasia. Nel 1948 cambiò denominazione in Spartak Tbilisi. Dopo due stagioni ai vertici, nel 1949 vinse il proprio girone accedendo ai play-off. Dopo un secondo girone di promozione, resosi necessario a causa del perdurare della parità in classifica, conquistò l'approdo in massima serie.
Dopo un primo anno terminato a metà classifica (nono su diciannove squadre), nel 1951 finì penultimo e venne retrocesso in Klass B. L'anno seguente, però, non si iscrisse; ritornò solo nel 1953, quando vinse nuovamente il proprio girone di Klass B, ma finì ultimo nel torneo promozione. In seguito non partecipò più ai massimi livelli del campionato nazionale, con l'eccezione del 1977, anno in cui fu iscritto alla terza serie.

## Palmarès

### Competizioni nazionali
- Pervaja Liga: 2

1949 (Girone Sud e Girone finale), 1953 (Girone 1)

## Statistiche e record

### Partecipazione ai campionati

#### Unione Sovietica
| Livello | Categoria      | Partecipazioni | Debutto | Ultima stagione | Totale |
| ------- | -------------- | -------------- | ------- | --------------- | ------ |
| 1º      | Klass A        | 1              | 1950    | 1951            | 1      |
| 2º      | Vtoraja Gruppa | 2              | 1947    | 1949            | 3      |
| 2º      | Klass B        | 1              | 1953    | 1953            | 3      |
| 3º      | Vtoraja Liga   | 1              | 1977    | 1977            | 1      |